# Offies
Offies est une ancienne commune française située dans le département du Nord et la région Hauts-de-France. Elle est rattachée à la commune de Dimont depuis 1825.

## Histoire
La commune d'Offies est rattachée à celle de Dimont en 1825.
Maire d'Offies de 1802 à 1807 : Gilles Lefebvre,.

## Démographie
| 1793 | 1800 | 1806 | 1821 |
| ---- | ---- | ---- | ---- |
| 48   | 45   | 56   | 54   |

## Lieux et monuments
- Chapelle Saint-Jean.